# Galleria d'arte moderna e contemporanea (Bergamo)
La GAMeC - Galleria d'arte moderna e contemporanea di Bergamo si trova in via San Tomaso 53, di fronte all'Accademia Carrara, della quale costituisce un ampliamento formatosi grazie ad acquisti, lasciti e depositi di privati.
L'edificio è situato negli spazi dell'ex monastero di Santa Maria del Paradiso, delle Servite fondato nel 1498 e delle dimesse e soppressi durante la Repubblica Cisalpina, per diventare sede del 5º Reggimento alpini. L'immobile è stato recuperato alla funzione museale grazie all'intervento di restauro, realizzato dal Comune di Bergamo e dal Credito Bergamasco che prevede anche la connessione al Parco Suardi.
La Galleria, che allestisce anche mostre temporanee, è stata inaugurata nel 1991.
Il museo, che consta di dieci sale su tre piani, è diviso in quattro nuclei principali: la Collezione Manzù, la Raccolta Spajani e la Raccolta Stucchi e la sala Caleidoscopio. 

Raccoglie sculture, dipinti e disegni di artisti italiani e stranieri del Novecento, una raccolta di modelli per medaglie donata da Vittorio Lorioli, oltre ad acqueforti di Trento Longaretti, incisioni di Giovanni Fattori e di Carlo Carrà, due ambienti futuribili di Joe Colombo e un archivio di 623 fotografie.
Dal 1998 la Galleria promuove il  Premio internazionale arte e letteratura "Sergio Polillo".
La galleria ospita anche opere di disegno industriale, come per esempio le creazioni di Pio Manzù: Parentesi e Fiat 127.

## Interno
Nella galleria sono rappresentati molti importanti artisti italiani e stranieri del Novecento: Giorgio Morandi, Giacomo Balla, Umberto Boccioni, Giacomo Manzù, Filippo De Pisis, Giorgio De Chirico, Vassilij Kandinskij, Hans Richter, Graham Sutherland.

### Collezione Manzù
Contiene le seguenti opere di Giacomo Manzù:
- Amanti (1965)
- Edipo (1978)
- Cardinale seduto (1980)
- Grandi Amanti (1971-74)
- La signora giapponese (1971-81)
- Passo di danza (1981)
- Pio Manzù (1950)
- Sedia per la scena dell'Edipo (1964)
- Autoritratto (1958) (dipinto)
- Giulia e Mileto (1966)
- Giulia e Mileto (1972) (disegno)
- Partigiano (1977) (studio)
- studi di erbe e fiori (1944)

### Raccolta Spajani
- Valerio Adami: Temples et Sanctuaires, 1994
- Ugo Attardi: Figura femminile, 1970
- Giacomo Balla: Linee forze di paesaggio, 1918
- Enrico Baj: Omaggio floreale, 1959
- Umberto Boccioni: La cara Betty, 1909
- Massimo Campigli: Portatrici d'acqua, 1931
- Francesco Casorati: Le uova sul libro, 1949
- Bruno Cassinari: Mattino d'estate, 1953
- Giuseppe Cesetti: Natura morta, 1942
- Giorgio De Chirico: Calco dall'antico con guanto di gomma, 1955; Vita silente, 1959
- Filippo de Pisis: Natura morta con conchiglia, 1930
- Mario Donizetti: Gli istrioni scoprono la commedia dell'arte, 1959/60
- Piero Dorazio: Verso il raffreddamento 1960; Verso Gerba, 1956
- Franco Gentilini: Washington bridge, 1959
- Hans Hartung: T 1964 - H 14, 1964
- Luciano Lattanzi: Semantische Ölmalerei, 1961
- Alberto Magnelli: Fantômes côte à côte, 1938
- Giacomo Manzù: Autoritratto con la modella, 1955 ca
- Roberto Sebastian Matta: Composition, 1967
- Giuseppe Migneco: Famiglia di pescatori, 1959/60; Bevitore, 1940; Venditore di caldarroste, 1955
- Giorgio Morandi: Natura morta, 1959
- Ennio Morlotti: Vegetazione G7, 1962
- Ercole Pignatelli: Paesaggio alla finestra, 1985
- Mario Radice: Composizione, 1936
- Hans Richter: Djmo - XXIV, 1970
- Alberto Savinio: Passeggiatrice in riva al mare, 1947
- Emilio Scanavino: (senza titolo), 1975
- Graham Sutherland: St. Islimaels I, 1974
- Mario Tozzi (pittore): In riva al lago, 1924
- Lorenzo Viani: Barche, 1930 ca.
- Anton Zoran Music: Cavallini che passano, 1949
- Vasilij Kandinskij: Spitz-Round, 1925

fuori collezione:
- Giovanni Fattori: Balzano da quattro (cavallo balzano), 1875/85

### Raccolta Stucchi
La raccolta Stucchi contiene opere di:
- Arturo Bonfanti
- Alberto Burri
- Jean Fautrier
- Luis Feito
- Alberto Magnelli
- Ben Nicholson
- Tancredi Parmeggiani
- Victor Pasmore
- Luigi Veronesi
- Anton Zoran Music

### Sala Caleidoscopio
La sala è dedicata all'esposizione a rotazione delle opere più significative della collezione museale.

### Donazioni
- Donazione Davide Cugini: contiene opere di Mario Radice, Lucio Fontana e Tancredi Parmeggiani
- Donazione Emilio Lombardini: contiene opere di Ennio Morlotti
- Donazione Giovanni Pandini: contiene opere di Mario Sironi
- Donazione Armando Maffeis: contiene opere di Maurizio Cattelan
- Donazione Lanfranco Colombo: contiene 450 fotografie di fotografi italiani
- Donazione Vittorio Lorioli: contiene 200 medaglie e 100 modelli per medaglie

## Servizi
- Archivio
- Visite Guidate
- Libreria dedicata
- Servizi speciali per Disabili
- Parcheggio
- guardaroba
- servizi educativi
- biblioteca
- fototeca
- schedari
- depositi consultabili
- gabinetto disegni e stampe
- mediateca